# امین‌الدین بلیانی
امین‌الدین‌ محمد بن‌ علی‌ بن‌ مسعود بلیانی کازرونی (۶۶۸ - ۷۴۵ هجری قمری) مشهور به شیخ امین‌الدین بلیانی، صوفی، عارف و شاعر سده‌های هفتم و هشتم هجری است. او همچنین بنا به برخی روایت‌ها شیخ‌الاسلام فارس در زمان حکومت آل اینجو بوده است. امین‌الدین از عارفان تصوّف سهروردیه و از ارادتمندان به شیخ ابواسحاق کازرونی بود.

## تولد و خانواده
امین‌الدین محمد در سال ۶۶۸ هجری در روستای بلیان که امروزه در ۶ کیلومتری شهر کازرون قرار دارد، زاده شد. پدرش زین‌الدین علی نام داشت که خود از صوفیان کازرون و از نوادگان ابوعلی دقاق بود. مادرش نیز دختر زاهد عزالله کازرونی بود که از عارفان کازرون به‌شمار می‌رفت. عموی او شیخ عبدالله بلیانی از صوفیان مشهور قرن هفتم هجری و بنیان‌گذار سلسلهٔ بلیانیه بود که امین‌الدین با دختر او، بی‌بی نصرت خاتون ازدواج کرد. برادر او امام‌الدین محمد نام داشت که بعد از وفات امین‌الدین، جانشین او شد. امین‌الدین صاحب فرزندی به‌نام محب‌الدین محمد بوده‌است. سعیدالدین کازرونی، عموزادهٔ او نیز از سیره‌نویسان مشهور به‌شمار می‌رود.

## تحصیل
امین‌الدین در خردسالی نزد شیخ‌الاسلام نورالدین قرآن آموخت و سپس نزد ابوسعید به تحصیل پرداخت. او مقدمات علوم را نزد پدرش، فقه را نزد عثمان کهفی و علم حدیث را نزد رشیدالدین احمد کازرونی آموخت. از دیگر آموزگاران او نیز عمویش، شیخ عبدالله بلیانی بود. ظاهراً او برای تحصیل به مناطق دیگر نیز سفر کرده بود. امین‌الدین هرچند از ارادتمندان ویژه شیخ ابواسحاق کازرونی و طریقت کازرونیه بوده و بناهای بسیاری را به‌نام او در کازرون احداث کرده بود، اما خود از عارفان طریقت سهروردیه به‌شمار می‌رفت.

## شاگردان
شیخ امین‌الدین بلیانی شاگردان بسیار زیادی تربیت کرد که از مشهورترین آن‌ها می‌توان به محمود بن عثمان، مؤلف دو کتاب مشهور فردوس‌المرشدیة فی اسرارالصمدیة و مفتاح‌الهدایة و مصباح‌العنایة ، زرکوب شیرازی، مؤلف کتاب شیرازنامه که کتابی نیز در باب اشعار و شیخ امین‌الدین نوشته است و سعیدالدین بلیانی کازرونی، عموزادهٔ امین‌الدین و سیره‌نویس مشهور پیامبر اسلام اشاره کرد.

## مریدان و علاقه‌مندان
از مریدان امین‌الدین می‌توان به حافظ، شاعر مشهور ایرانی اشاره کرد که در بیت شعری از شیخ امین‌الدین اینگونه یاد می‌کند:
| دگر بقیهٔ ابدال شیخ امین‌الدین |  | که یُمن همت او کارهای بسته گشاد |

از مریدان اصلی او می‌توان به محمود بن عثمان اشاره کرد که در کتاب مفتاح‌الهدایة و مصباح‌العنایة به سیره و زندگی‌نامه امین‌الدین پرداخته است. خواجوی کرمانی نیز در اشعار خود وی را به عنوان پیر خود ستوده و قصایدی در ستایش امین‌الدین سروده است. از دیگر مریدان مشهور امین‌الدین می‌توان به زرکوب شیرازی، شیخ شمس‌الدین محمدصادق و سید نصرت‌الدین علی بن جعفر حسنی اشاره کرد.
شرف‌الدین محمودشاه اینجو، حاکم فارس و پسرش جلال‌الدین مسعودشاه اینجو نیز از مریدان امین‌الدین بوده‌اند. ابواسحاق اینجو، فرمانروای دودمان آل اینجو نیز از مریدان شیخ بوده‌است.

## طریقت
امین‌الدین بلیانی ارادت و احترام ویژه‌ای برای شیخ ابواسحاق کازرونی، صوفی مشهور و بنیان‌گذار طریقت کازرونیه قائل بود و بناهای بسیاری به‌نام او در شهر کازرون و اطراف آن احداث کرد و اشعار زیادی در ستایش او سرود. به همین دلیل نیز برخی او را از عارفان سلسلهٔ کازرونیه (مرشدیه) دانسته‌اند. با این وجود منابع معتبر بیان می‌دارند که او همچون عمویش، شیخ عبدالله بلیانی، از مریدان سلسلهٔ سهروردیه بوده‌است.

## خدمات
امین‌الدین خانقاهی در شمال کازرون بنا کرد و در آن به تدریس مشغول شد. او همچنین چندین بنا برای رفاه، تحصیل و بهداشت مردم در کازرون احداث کرد که از آن جمله می‌توان به مدرسهٔ دارالحدیث شمسیه، قنات قرچه و چشمه بمشق (بیدمشک) که امروزه از جاذبه‌های گردشگری کازرون به حساب می‌آید، اشاره کرد.
امین‌الدین همچنین بناهایی را به یاد شیخ ابواسحاق کازرونی ساخت که از آن جمله می‌توان به سقایه مرشدی (خزانهٔ آب)، دارالشفای مرشدی و دارالعابدین مرشدی که محلی برای مسافرین بوده اشاره کرد. گسترش مسجد جامع مرشدی نیز از دیگر اقدامات او بوده است. 

## مقام
امین‌الدین مورد توجه و احترام حکّام فارس و به‌ویژه خاندان آل اینجو بود و ارتباطات نزدیکی با آنان داشت چنان‌که برخی از بزرگان فارس از مریدان وی بوده‌اند.
امین احمد رازی، تذکره‌نویس دورهٔ صفویه با استناد به غزل حافظ که از شیخ امین‌الدین به‌عنوان بقیه ابدال یاد کرده است، او را شیخ‌الاسلام فارس در زمان حکومت ابواسحاق اینجو دانسته است.

## آثار
از جمله آثار او دیوان اشعاری است که در حاشیهٔ نسخه‌ای خطی از کلیات سعدی نوشته شده و و شیخ در آن امین و گاهی امین بلیانی تخلص کرده است.
بدایة‌الذاکرین، تربیت‌نامه‌ها، جامع‌الدَّعوات لاهل‌الخَلَوات و وقف‌نامه نیز دیگر آثار او هستند. 

## درگذشت و آرامگاه
امین‌الدین بلیانی در ۱۱ ذیقعده سال ۷۴۵ هجری در کازرون درگذشت و در خانقاه خود مشهور به خانقاه علیا به خاک سپرده شد. این بنا در زلزلهٔ شدید سال ۱۲۳۹ هجری تخریب شده و مجدداً بازسازی شد. معماری این آرامگاه شباهت بسیاری با معبد آناهیتا واقع در شهر باستانی بیشاپور دارد. مقرنس سنگی ورودی این آرامگاه نیز از نمونه‌های نادر مقرنس سنگی در تاریخ معماری ایران به شمار می‌رود. این بنا در سال ۱۳۵۷ به ثبت ملی رسید.